# Ферментелуш
Ферменте́луш (порт. Fermentelos; МФА: [fɨɾ.mẽ.ˈte.ɫuʃ]) — парафія в Португалії, у муніципалітеті Агеда. Розташована в західній частині країни, на теренах історичної португальської провінції Бейра. Входить до складу округу Авейру. За адміністративним поділом, чинним до 1976 року, терени парафії були складовою провінції Берегова Бейра. Належить до Авейрівської діоцезії Католицької церкви. Патрон — святий Андрій. Площа — 8,5820 км². Населення — 3258 ос. (2011). Середньо урбанізований регіон. Густота населення — 379,63 осіб/км²
. Код — 010109.

## Географія

Агеда (2013)
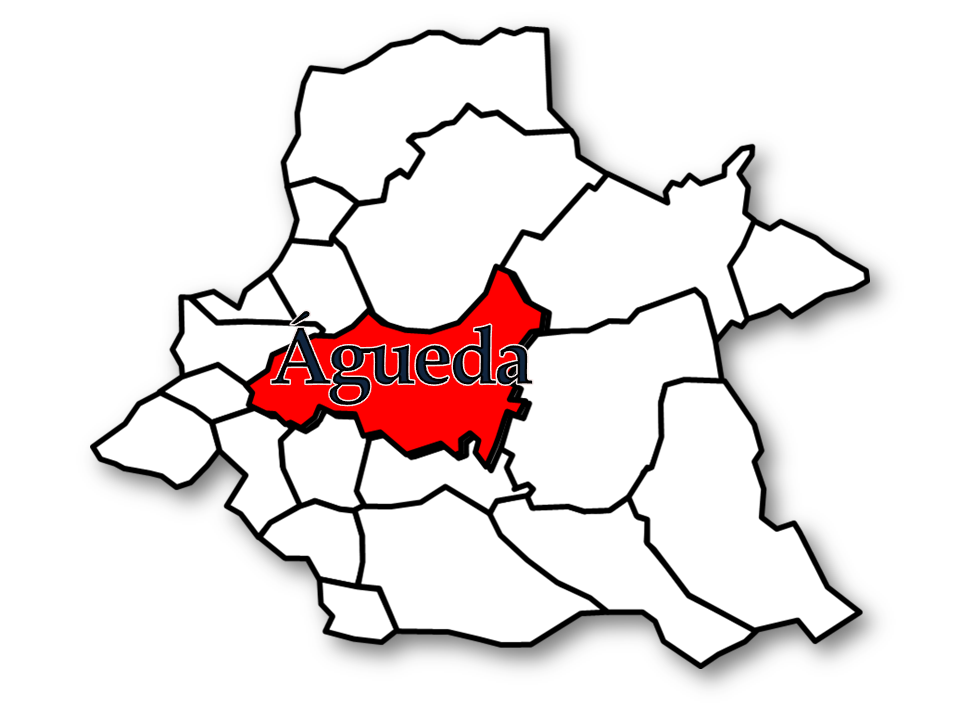
Агеда
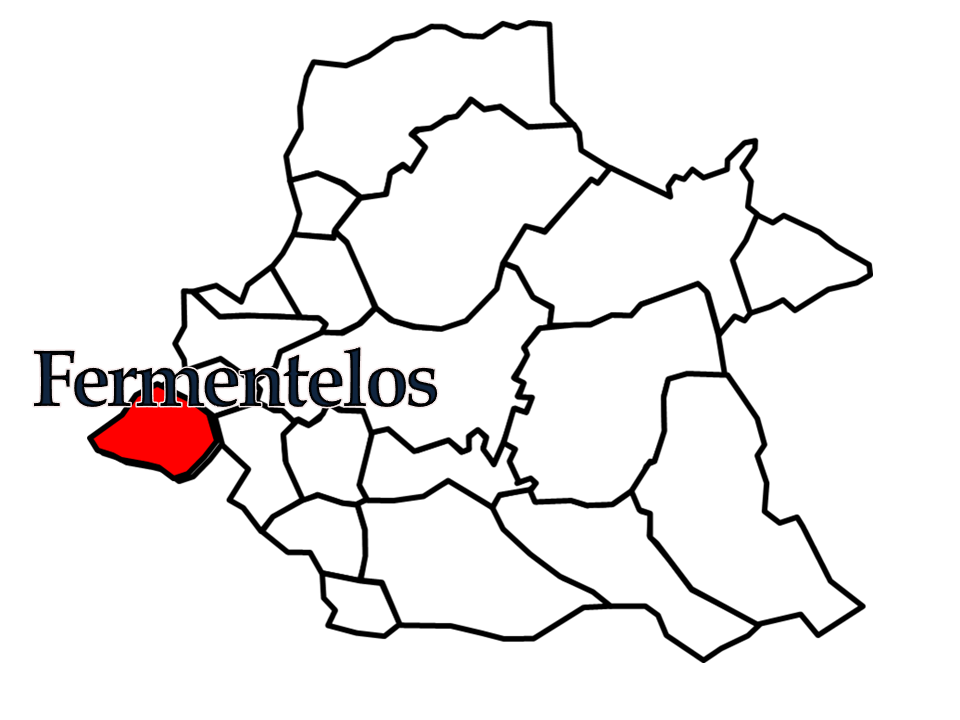
Ферментелуш

## Населення
| Кількість мешканців | Кількість мешканців | Кількість мешканців | Кількість мешканців | Кількість мешканців | Кількість мешканців | Кількість мешканців | Кількість мешканців | Кількість мешканців | Кількість мешканців | Кількість мешканців | Кількість мешканців | Кількість мешканців | Кількість мешканців | Кількість мешканців |
| ------------------- | ------------------- | ------------------- | ------------------- | ------------------- | ------------------- | ------------------- | ------------------- | ------------------- | ------------------- | ------------------- | ------------------- | ------------------- | ------------------- | ------------------- |
| 1864                | 1878                | 1890                | 1900                | 1911                | 1920                | 1930                | 1940                | 1950                | 1960                | 1970                | 1981                | 1991                | 2001                | 2011                |
| 937                 | 1.070               | 1.159               | 1.320               | 1.513               | 1.574               | 1.884               | 2.104               | 2.237               | 2.143               | 2.250               | 2.182               | 2.885               | 3.148               | 3.258               |